# Ambodimotso-Atsimo
Ambodimotso-Atsimo est une commune urbaine malgache située dans la partie centrale de la région de Sofia.